# 平成18年台風第12号
平成18年台風第12号（へいせい18ねんたいふうだい12ごう）もしくはハリケーン・イオケ（Hurricane Ioke）は、2006年（平成18年）8月に発生したハリケーン・台風である。北太平洋の西経域で発生した熱帯性の低気圧で「イオケ」というハリケーンになったが、その後、東経域に移動したため台風となり、日本では台風第12号と呼ばれるようになった。いわゆる「越境台風」である。

## 概要

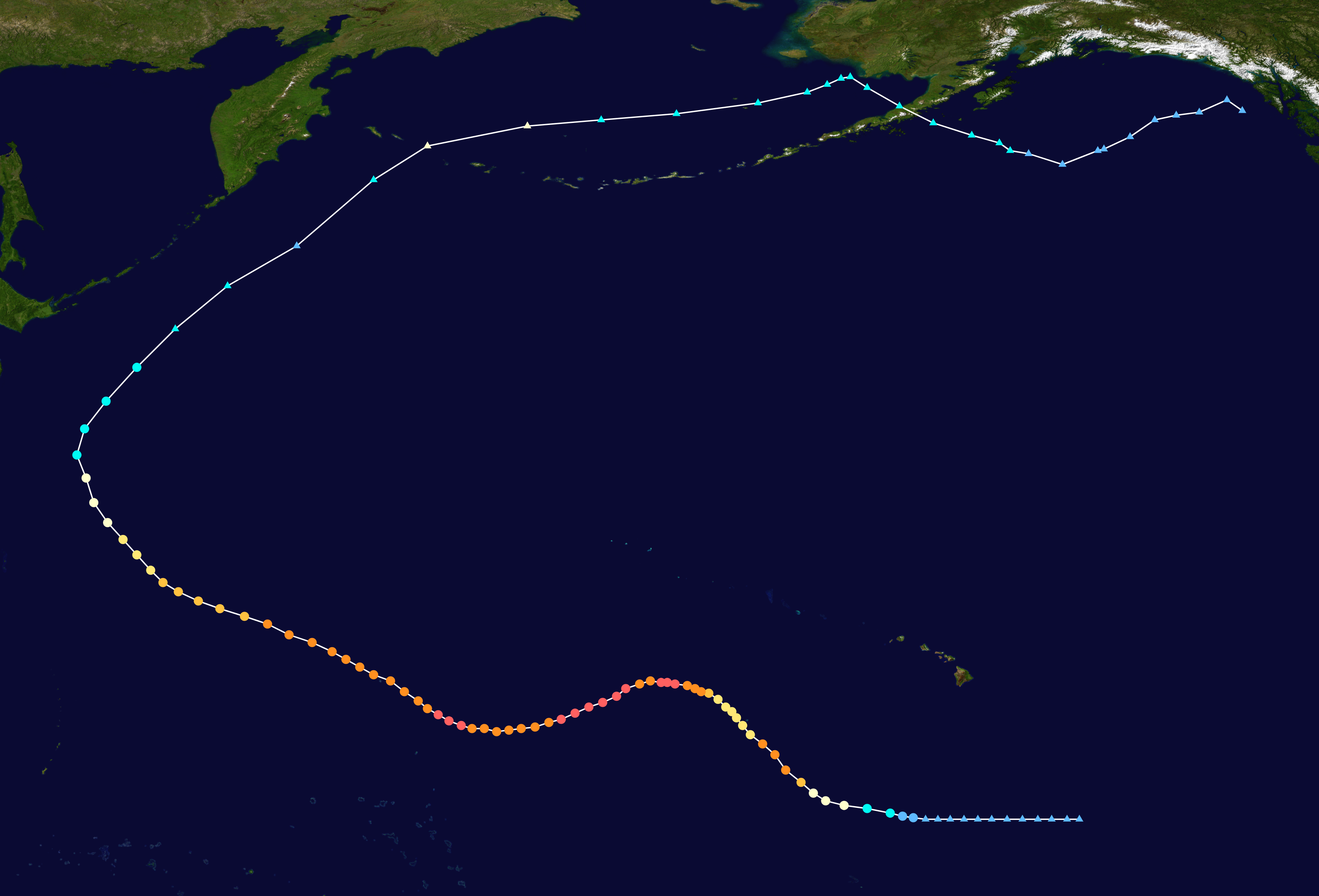
進路図

2006年8月19日23時（UTC-10、日本時間20日18時）には北緯10度36分 西経159度00分 / 北緯10.6度 西経159.0度にあって、熱帯性暴風（トロピカル・ストーム）となっていた。その後、8月20日17時（UTC-10、日本時間21日正午）までにハリケーンとなった。8月25日10時（UTC-10、日本時間26日5時）までにカテゴリー5のハリケーンになった。
8月27日1時（UTC-11、日本時間27日21時）に北緯17度12分 東経179度30分 / 北緯17.2度 東経179.5度で180度の日付変更線を超えて、東経域に入り、台風12号と呼ばれるようになった。ただし、国際名は台風のアジア名に付け替えられることなく、そのまま「イオケ」と呼ばれた。
このように西経域から東経域に移動して台風となったのは、2002年のハリケーン・エーレ（Ele、後の平成14年台風第17号）とハリケーン・フーコ（Huko、後の平成14年台風第24号）以来である。

## 被害
この台風は南鳥島を直撃したため、地上の施設や観測機器が破壊され、復旧まで相当日数を要した。なお、島にいた各官庁の要員は戦後初めて事前に硫黄島に避難したため、無事だった。また、台風が接近したウェーク島でも大きな被害が出た。

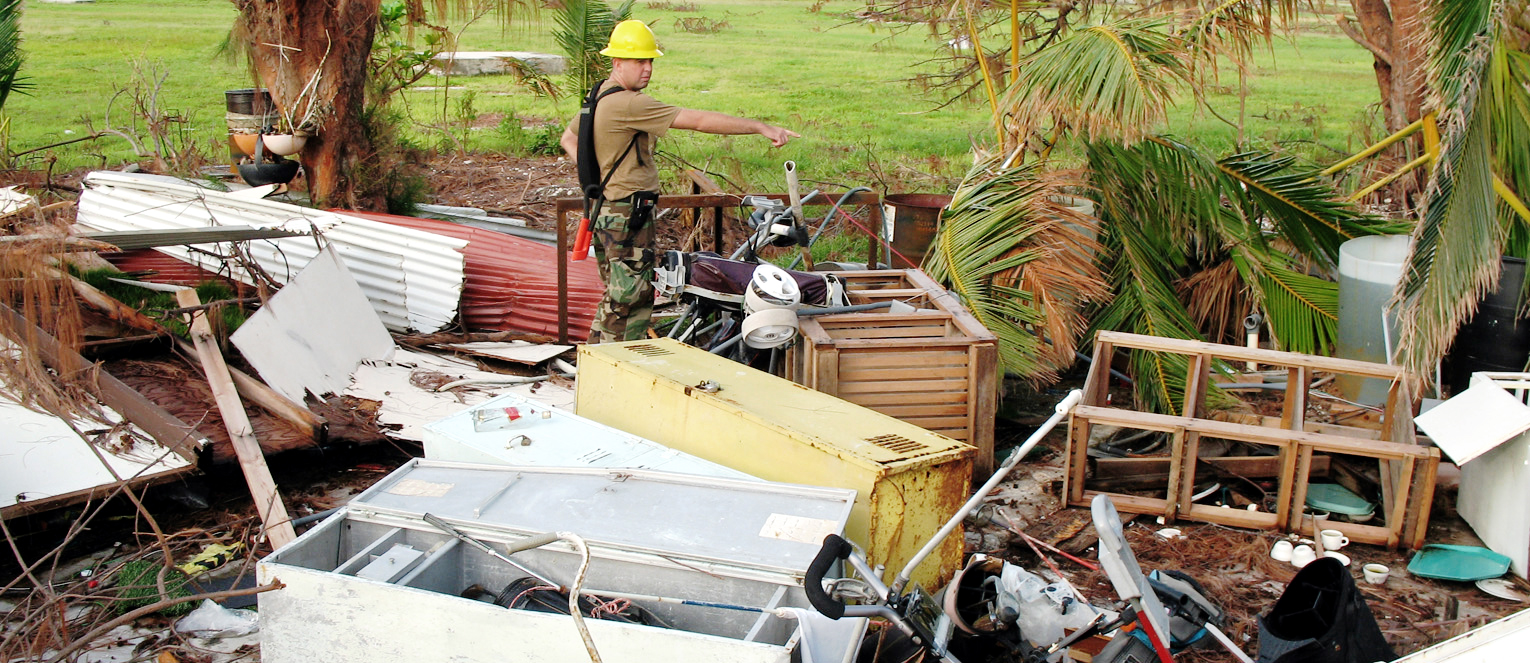
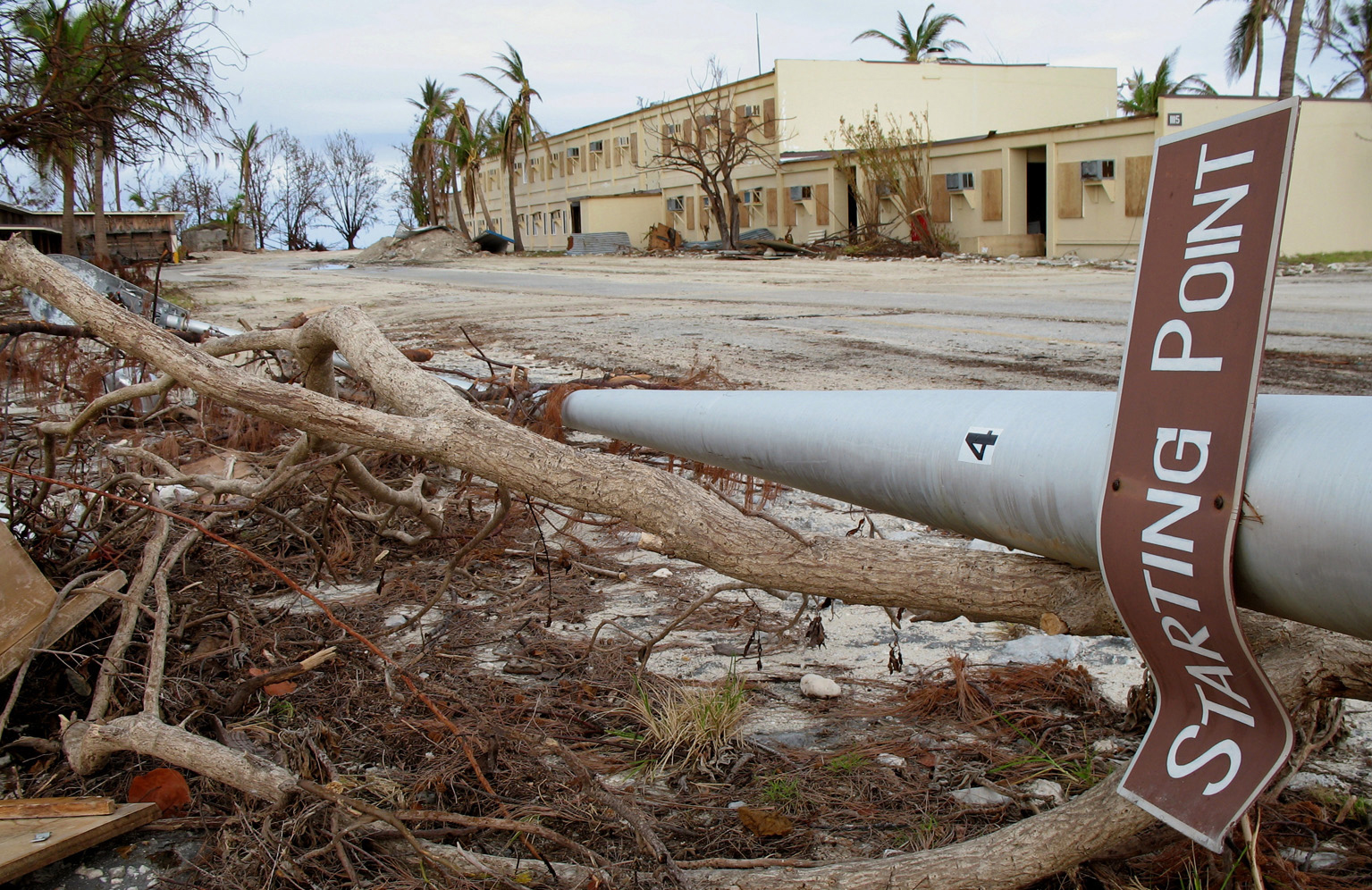
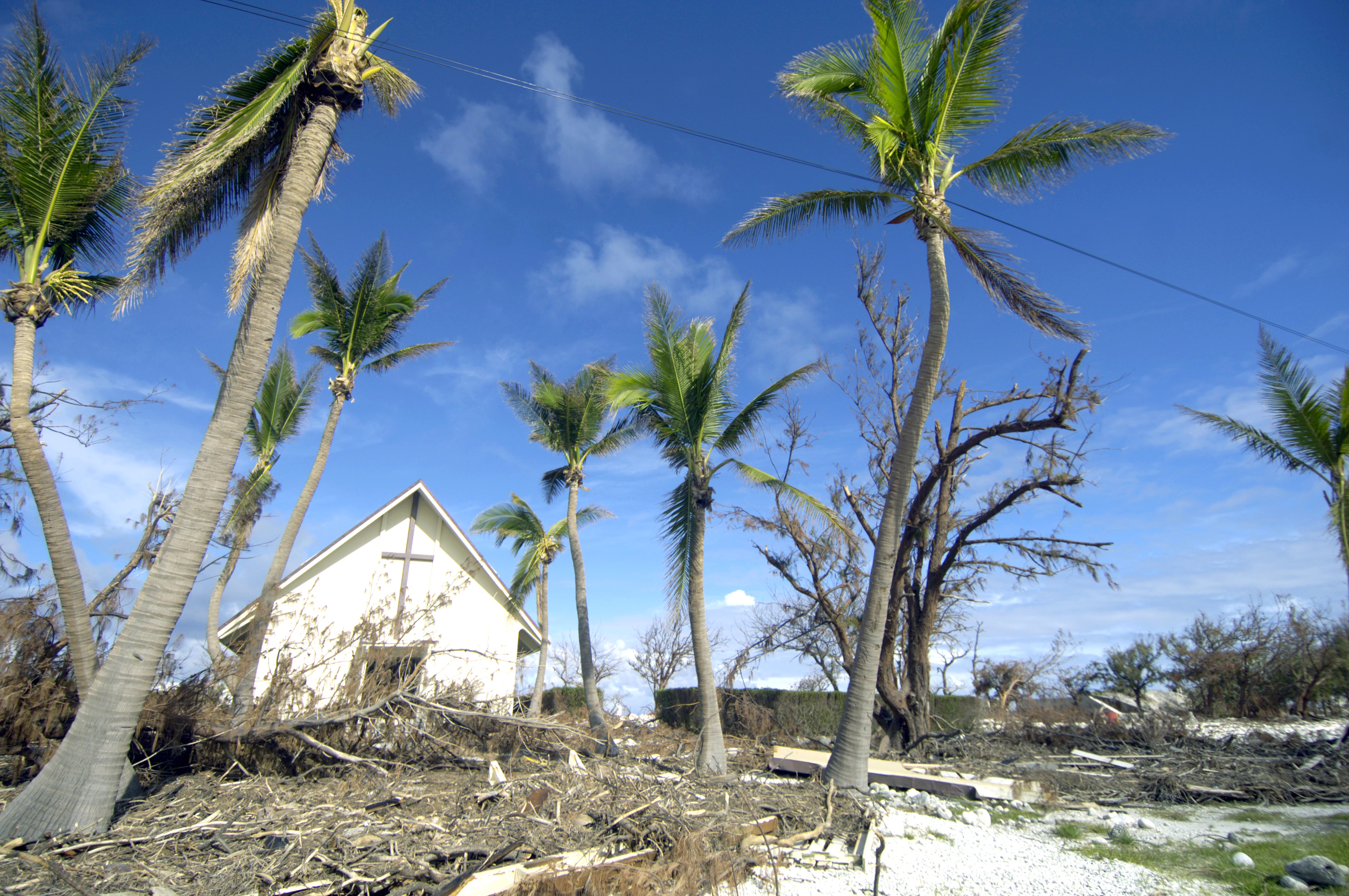
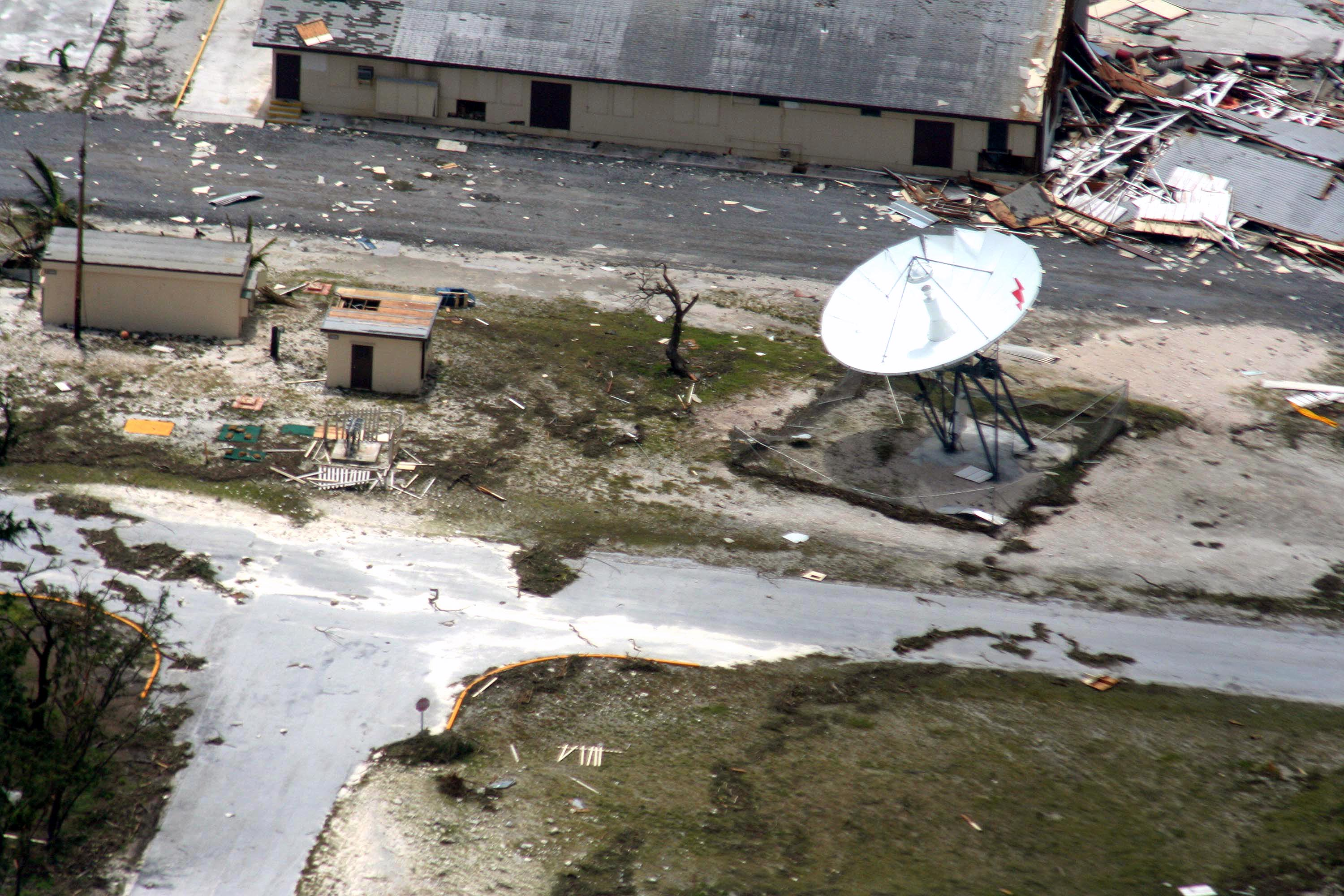

台風通過後のウェーク島の様子

## その他
- このハリケーンの国際名Iokeは、このハリケーン限りで使用中止となり、次順からはIopaという国際名が使用されることになった。